# Trippenbach

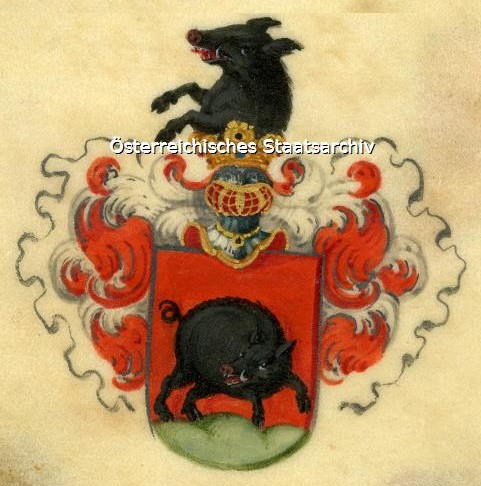
Wappen derer von Trippenbach (1699) im Österreichischen Staatsarchiv

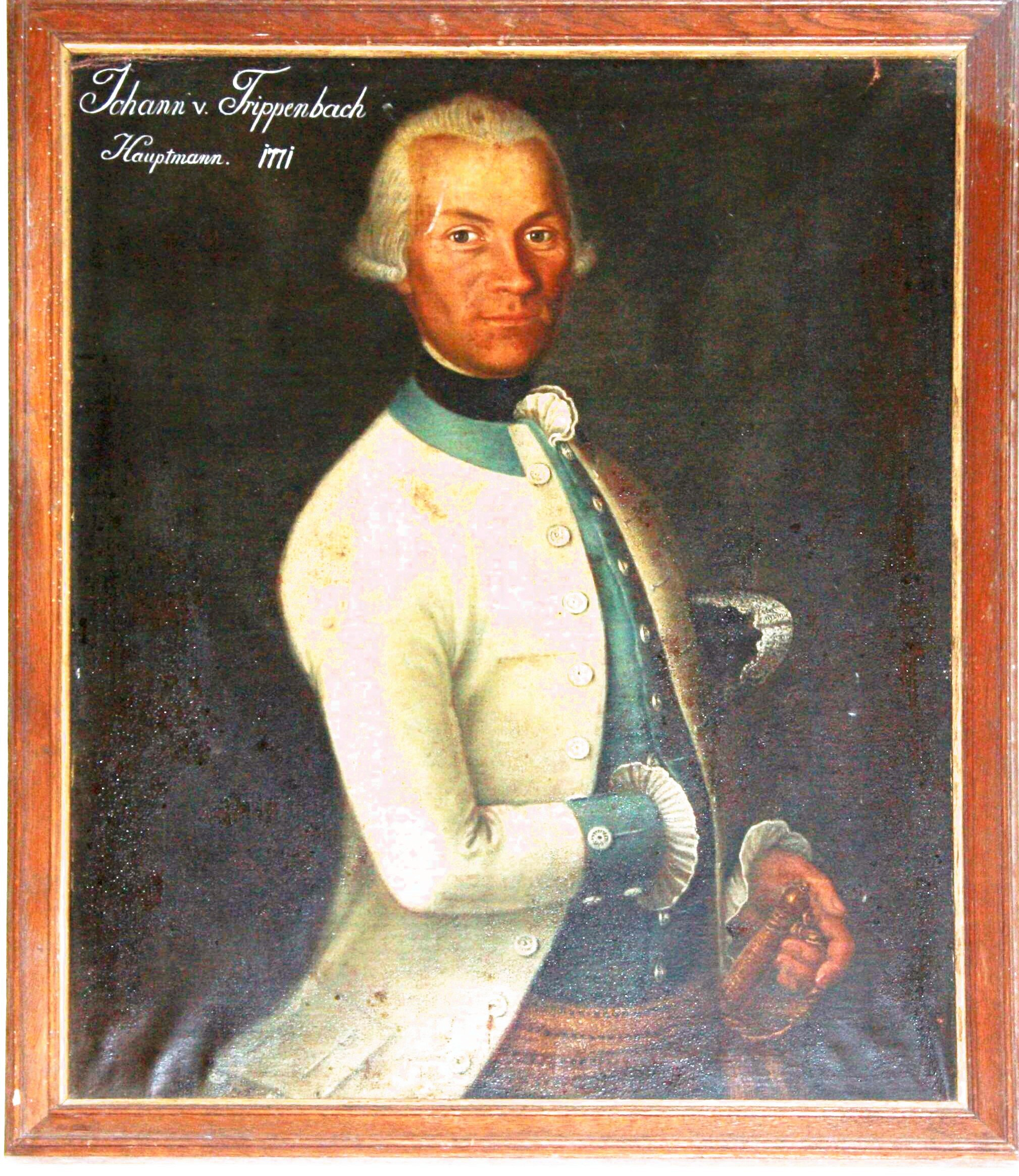
Johann von Trippenbach (1730–1790)

Trippenbach (tschechisch Trippenbachové) war der Name eines böhmischen, mecklenburgischen und preußischen briefadeligen Geschlechts, das in den Erbländischen- und Reichsritterstand erhoben wurde.  

## Geschichte
Der Stammvater Urban Trippenbach zog während des Dreißigjährigen Krieges von Sachsen nach Böhmen. Johann Franz Sebastian von Trippenbach († 1721), Bürger der Prager Kleinseite, diente ab dem 13. Mai 1683 als deutscher Sekretär an der Appellationskammer in Prag. Am 26. September 1692 erhielt er die Stelle des Lehenregistrators und wurde am 12. November 1700 zum deutschen Apellationssekretär befördert. 1721 starb er nach 33 Jahren Dienstzeit. Am 24. März 1699 erhob Kaiser Leopold I. in Wien den Forstmeister von Podiebrad, Dominik von Trippenbach, und seinen Bruder, den Kammer-Oberfourier Ferdinand Franz von Trippenbach, in den alten Ritterstand für das Reich und die Erblande. Am 27. Juni 1705 erfolgte für die nobilitierten Brüder die Bestätigung des Reichsritterstandes. Franz von Trippenbach wirkte 1712 als Kanzlist und Vize-Bauschreiber in Prag. Möglicherweise war er identisch mit Franz Anton von Trippenbach, der 1726 als bestellter Oberregent, sämtliche Herrschaften und Güter des böhmischen Oberstkanzlers Franz Ferdinand Kinsky verwaltete. Mehrere Angehörige dienten in der k. k. Armee, wie Ferdinand Ritter von Trippenbach, 1742 Kornett im Regiment des Kurfürsten von Bayern und Johann Ritter von Trippenbach (1730–1790), 1767 k. k. Oberstleutnant, 1786 k. k. Major. Außer in Böhmen waren die von Trippenbach im 19. Jahrhundert in Mecklenburg ansässig, sowie in Ostpreußen, wo sie die Güter Jankowitz bei Osterode, Kanthon und Prilack bei Fischhausen an sich brachten.

## Standeserhebungen
- 24. März 1699: Ritterstand für das Reich und die Erblande[10]
- 12. November 1705: Adelsbestätigung[11]
- 7. Oktober 1706: böhmischer Ritterstand[12]

## Angehörige
- Anton von Trippenbach (* 1744), 1787 k. k. Oberstleutnant, 1790 Hauptmann[13]
- Dominik von Trippenbach, 1699 Forstmeister in Podiebrad und Kolin
- Ferdinand von Trippenbach, 1699 Kammer-Oberfourier
- Franz Anton von Trippenbach, 1712 Kanzlist und Vize-Bauschreiber in Prag, 1726 Oberregent des Kanzlers Kinsky
- Johann von Trippenbach (1730–1790), 1767 k. k. Oberstleutnant, 1771 Hauptmann, 1786 Major
- Johann Franz Sebastian von Trippenbach († 1721), Appellationssekretär in Prag, Gerichtsschreiber
- Joseph von Trippenbach, 1771 Benediktinermönch in Prag[14]
- Joseph Ferdinand von Trippenbach, 1732 kurfürstlich Mainzer Oberbereiter in Breslau[15]

## Wappen
Blasonierung des Wappens von 1699: In Rot auf grünem Dreiberg ein schwarzer Eber. Auf dem gekrönten Helm mit rot-silbernen Helmdecken der Eber wachsend. Später war der Schild silbern anstatt rot und die Decken schwarz-silbern anstatt rot-silbern.

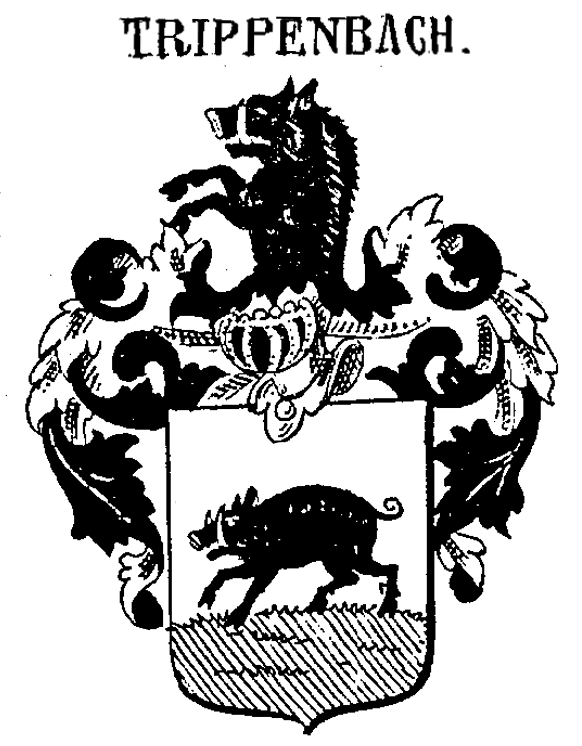
Wappen derer von Trippenbach in Siebmachers Wappenbuch
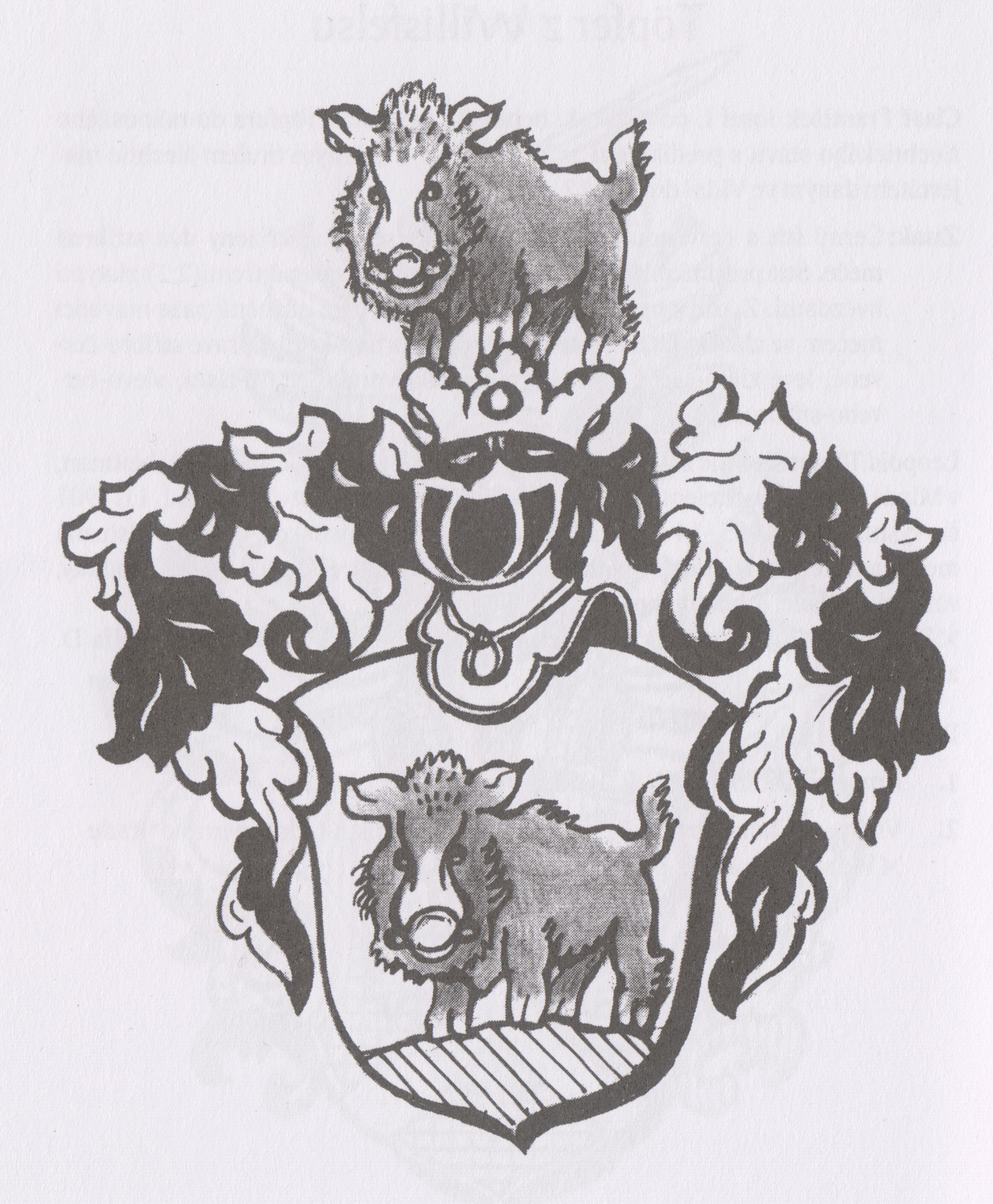
Wappen derer von Trippenbach
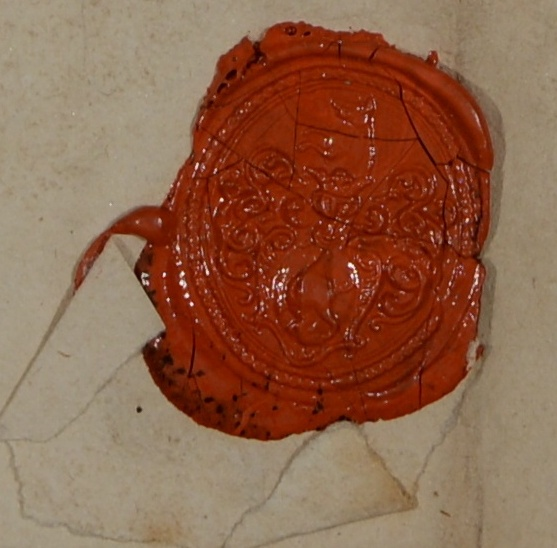
Wachssiegel Dominik von Trippenbachs